# Abbas Khider

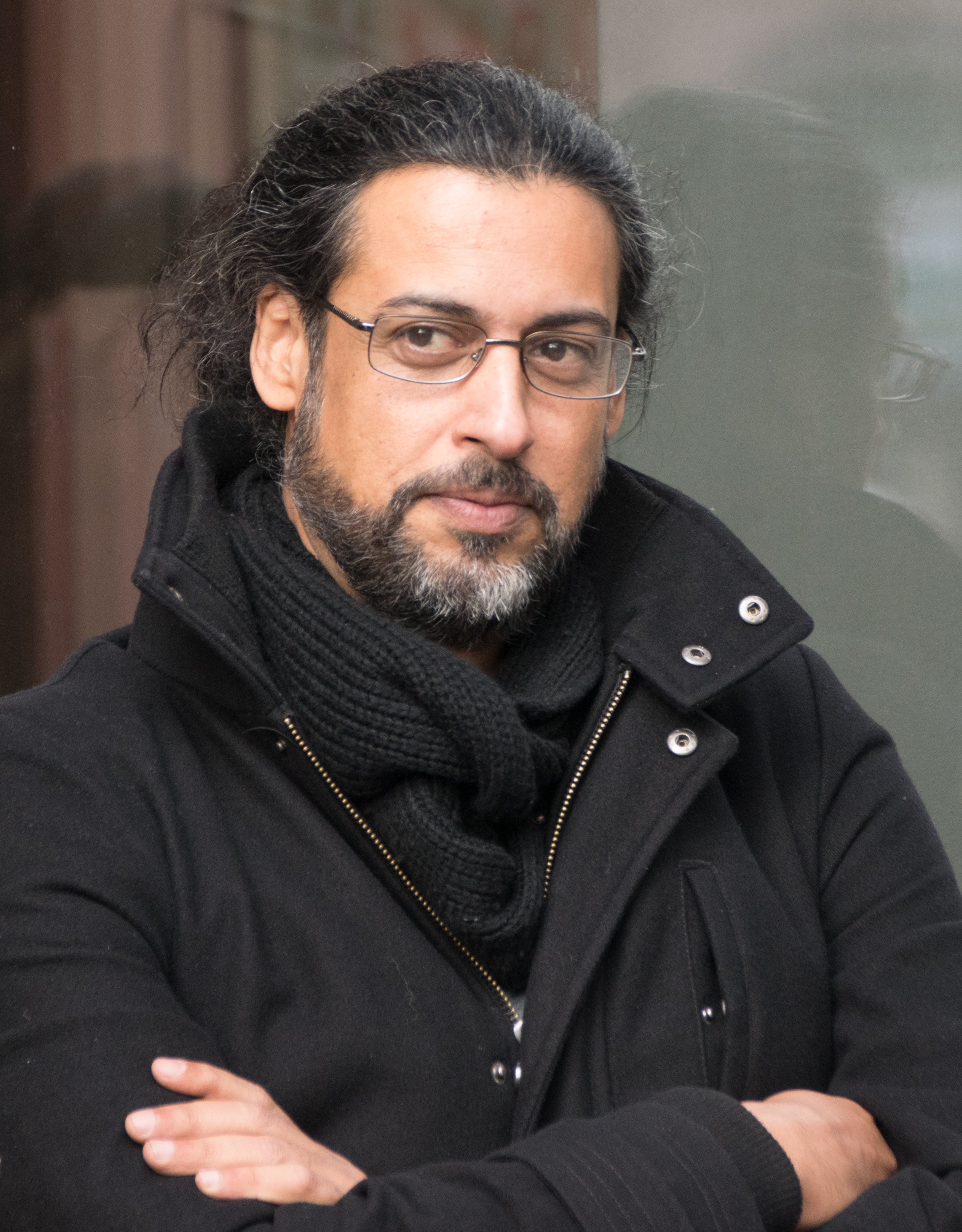
Abbas Khider 2017

Abbas Khider (arabisch عباس خضر, DMG ʿAbbās Ḫiḍr; geboren am 3. März 1973 in Bagdad) ist ein deutscher Schriftsteller irakischer Herkunft. Sein literarisches Werk befasst sich mit Flucht, Exil und der Zerstörung der Person.

## Leben
Khider wuchs mit acht Geschwistern auf. Seine schiitischen Eltern handelten mit Datteln und waren Analphabeten. In seinem Elternhaus gab es nur zwei Bücher: den Koran und einen Regierungsbericht, der an alle Iraker verschenkt wurde. Im Alter von 15 Jahren lernte Khider den Koran auswendig und wollte Imam werden.
Nach dem Abitur studierte Khider in Bagdad zwei Semester Finanzwissenschaft. Seit seinem 18. Lebensjahr wurde Abbas Khider wegen politischer Aktivitäten gegen das Regime Saddam Husseins sowie auf der Flucht insgesamt elf Mal verhaftet. In den Jahren 1993 bis 1995 wurde er in einem irakischen Gefängnis gefoltert, kam 1996 frei und hielt sich danach auf seiner Flucht in verschiedenen Ländern wie Jordanien und Libyen auf. Dort schrieb er auch Artikel für eine Exilzeitschrift der irakischen Opposition, die in London erschien. Er wollte ursprünglich in den Irak zurückkehren, um gegen Saddam Hussein zu kämpfen, was ihm aber nicht gelang. Im Jahr 2000 fand Khider in Deutschland Asyl. Am Studienkolleg in Potsdam machte er das deutsche Abitur. In München und Potsdam studierte er Literatur und Philosophie. 2007 erhielt er die deutsche Staatsbürgerschaft.
Seine Werke seien Literatur, mit der er die Stimmung seiner Zeit, seiner Generation wiederzugeben versuche, und nicht Autobiografie, stellte Khider 2013 in einem Interview klar und ergänzte lachend, alles darin sei autobiografisch, sogar das Erfundene. Durch die gewisse Distanz der deutschen Sprache als neuer Heimat gelinge es ihm, „Betroffenheitsliteratur“ zu vermeiden und das Grauen in Heiterkeit umzudichten. Khider nennt „Flucht, Exil, die Zerstörung der Person“ als sein literarisches Programm. Ihm ermögliche die deutsche Sprache eine gewisse Distanz zum Inhalt seiner Romane. 2014 leitete Khider eine Schreibwerkstatt in Kairo, bei der junge arabische Autoren sich Franz Kafkas klaustrophobische Szenerien als Thema ausgesucht hatten, in der sie „ihre eigene Situation wiederfanden. Offenbar muss das Eigene erst fremd werden, damit man von ihm erzählen kann“, vermutete aus diesem Anlass Christopher Schmidt in der Süddeutschen Zeitung.
Khider versteht sich als Teil der deutschen Gesellschaft. Die Probleme dieser Gesellschaft seien seine Probleme. Inzwischen übe er Kritik, denn Selbstkritik sei schließlich erlaubt. In seinem Roman Ohrfeige (2016) geht es nicht mehr um Diktaturen, sondern um die Kehrseite der Demokratie in Deutschland, wie sie sich in Situationen zeigt, die Geflüchteten zugemutet werden, die in Angst vor Abschiebung leben. In seiner Rede anlässlich der Verleihung des Berliner Literaturpreises 2025 sprach er „aus der Perspektive der Widersprüche, aus dem Zustand des Dazwischenseins“ über seine Erfahrungen im Exil, die Vorurteile in Deutschland bezüglich der islamischen Religion und den Rassismus gegenüber Migranten. Dabei sprach er sich für eine „sachliche Religionskritik“ auch auf Seiten der Muslime sowie für Veränderungen in der „tief verwurzelten Wahrnehmung der Mehrheitsgesellschaft davon, was ein Migrant sei“ aus.
Abbas Khider lebt in Berlin. 

## Werk
Khider begann zunächst als Lyriker und Essayist.

### Der falsche Inder(2008)
2008 erschien sein Debüt Der falsche Inder, ein Roman in der Form einer Rahmenerzählung, in der auf einer Zugfahrt Berlin-München ein Manuskript mit arabischem Titelblatt, das niemandem zu gehören scheint, die Aufmerksamkeit von jemandem fesselt, über dessen Jahre der Flucht darin auf Deutsch erzählt wird. 2013 wurde Der falsche Inder unter dem Titel The Village Indian ins Englische übersetzt.

### Die Orangen des Präsidenten(2011)

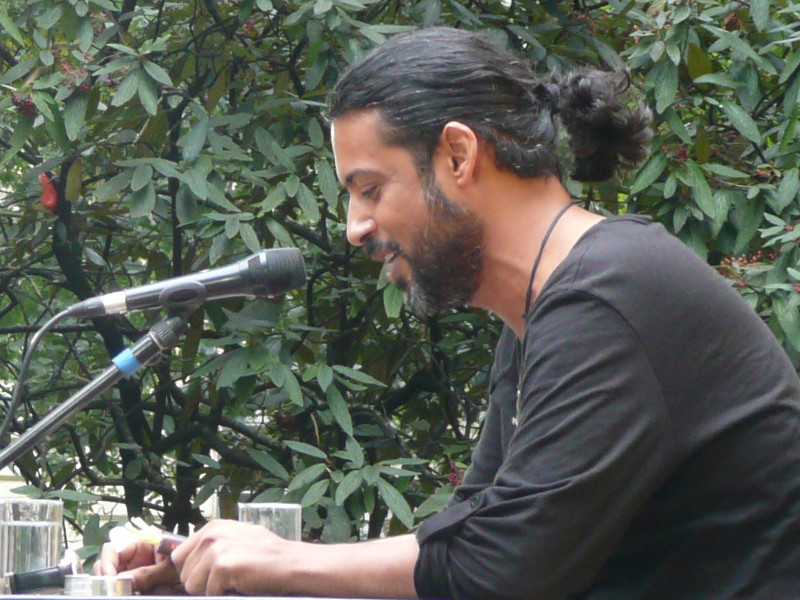
Abbas Khider liest beim Erlanger Poetenfest 2011

Khiders zweiter Roman, ein „Gefängnis- und Taubenzüchter-Epos“, thematisiert unter anderem das Lachen als Widerstandsform und Überlebensmittel angesichts von Folter. Ein kurzer Vorspann leitet über zu einer – in der Jetztzeit verfassten – „wahren Geschichte“, die als Motto ein Gedicht von Hilde Domin trägt und an deren Ende das 15. Kapitel mit dem Titel „Flucht“ steht. Tauben spielen eine besondere Rolle, die poetisch vielfältig ausgearbeitet ist. Die Lektüre hat bei Andreas Pflitsch eine seltsame Mischung aus Beklommenheit und Trost hinterlassen.

### Brief in die Auberginenrepublik(2013)
Mit seinem Brief in die Auberginenrepublik unternimmt Khider den Versuch, die Komplexität und Vielfalt des Geschehens inmitten der Gewaltkultur einer Diktatur wie in der NS-Zeit oder im Irak Saddam Husseins darzustellen, ein „Regenbogen des Grauens“, in dem jeder von heute auf morgen in Gefängnishaft geraten kann, egal, was man zuvor gedacht oder getan haben mag oder nicht.

### Ohrfeige(2016)
In seinem vierten Roman befasst sich Abbas Khider mit gesellschaftlichen Verhältnissen in Deutschland Anfang des Jahrtausends. Aus der Perspektive seines Ich-Erzählers Karim schildert der Autor die Nöte, das Warten und die Ängste von irakischen Geflüchteten in Bayern, die Asyl in Deutschland suchen. Es handelt sich um eine Rahmenerzählung mit einer Reihe von Binnenerzählungen, die auf drei verschiedenen sprachlichen Stilebenen angesiedelt sind.

## Wirkung
Als eine humane Geste des Autors wurde es von Insa Wilke in ihrer Rezension von Die Orangen des Präsidenten empfunden, dass Abbas Khider mithilfe des Gelächters seine deutschsprachigen Leser vor dem schützt, was er eigentlich erzählt. Das sei ein Geschenk.
Nach der Veröffentlichung seines Buches Deutsch für Alle wurde Abbas Khider teils heftig kritisiert (laut Khider auch äußerst geschmacklos von AfD-Politikern). Er schlug im Buch vor, die deutsche Sprache zu vereinfachen, was es vor allem Migranten erleichtern würde, die Sprache zu erlernen. Er erklärte, dass es sich bei dem Vorschlag um Satire gehandelt habe. Dennoch sehe er sich (Stand Febr. 2022) immer wieder gezwungen, seine E-Mail-Adresse und Telefonnummer zu ändern.

## Werke
- Massaker im Hausgarten. München, Juli 2003; Winternachtstraum. München, Dezember 2003; Sind deine Augen blau? Bagdad, Juni 2004 In: Khalid Al-Maaly (Hrsg.): Rückkehr aus dem Krieg. Eine Anthologie zeitgenössischer Lyrik aus dem Irak. Aus dem Arabischen von Khalid Al-Maaly und Heribert Becker. Köln / Frankfurt 2006, ISBN 3-928872-40-0, S. 654–659. (arabisch, deutsch)
- Aufenthalt in einem Nest zwischen Wolken. Für: Hilde Domin. Der Kuss und die Asche. Königreich der Götter. Stein der Nacht In: Allmende. Zeitschrift für Literatur. 85. 2010, S. 56–59.
- Der falsche Inder. Roman. Edition Nautilus, Hamburg 2008, ISBN 978-3-89401-576-3.
- Die Orangen des Präsidenten. Roman. Edition Nautilus, Hamburg 2011, ISBN 978-3-89401-733-0.
- Brief in die Auberginenrepublik. Roman. Edition Nautilus, Hamburg 2013, ISBN 978-3-89401-770-5.
- Ohrfeige. Roman. Hanser, München 2016, ISBN 978-3-446-25054-3.[20]
- Deutsch für alle. Das endgültige Lehrbuch. Carl Hanser, München 2019, ISBN 978-3-446-26170-9.
  - Deutsch für alle. Das endgültige Lehrbuch. Hörbuch gelesen von Omar El-Saeidi. Hörbuch Hamburg, Hamburg 2019, ISBN 978-3-95713-166-9.
- Palast der Miserablen. Roman. Carl Hanser, München 2020, ISBN 978-3-446-26565-3.
- Der Erinnerungsfälscher. Roman. Carl Hanser, München 2022, ISBN 978-3-446-27274-3.

## Auszeichnungen
- 2009: Alfred-Döblin-Stipendium der Berliner Akademie der Künste
- 2009–2010: Arbeitsstipendium der Autorenförderung des Deutschen Literaturfonds
- 2010: Ehrenurkunde für Literatur von der irakischen Gesellschaft für Kulturförderung
- 2010: Adelbert-von-Chamisso-Förderpreis der Robert Bosch Stiftung
- 2011: Arbeitsstipendium in der Villa Aurora
- 2013: Poetik-Dozentur der Universität Koblenz-Landau „Ansichtssache Deutschland“[21] gemeinsam mit Tom Buhrow und Sabine Stamer
- 2013: Hilde-Domin-Preis für Literatur im Exil[22]
- 2013: Melusine-Huss-Preis der Hotlist[23]
- 2013: Grenzgänger-Stipendium der Robert-Bosch-Stiftung in Kooperation mit dem Literarischen Colloquium Berlin
- 2013: Nelly-Sachs-Preis.
- 2016: Heinrich-Heine-Gastdozentur
- 2016: Spycher: Literaturpreis Leuk
- 2017: Mainzer Stadtschreiber[24]
- 2017: Adelbert-von-Chamisso-Preis für sein bisheriges Gesamtwerk
- 2023: Evangelischer Buchpreis[25]
- 2025: Berliner Literaturpreis[26]

## Über Abbas Khider und sein Werk
- Insa Wilke: Die Zeit begräbt die Wahrheit nicht. In: Süddeutsche Zeitung. 6. November 2014, S. 14.
- Meike Fessmann: Die Freiheit, sein Leben noch einmal zu erzählen. Laudatio auf Abbas Khider. In: Sinn und Form. 66 (2014, 5), S. 705–711.
- Sigrid Löffler: „Der Irak – Geschichte eines Scheiterns“, In: Die neue Weltliteratur und ihre großen Erzähler. C.H. Beck, München 2014 (erschienen am 15. November 2013[27]), ISBN 978-3-406-65351-3, S. 183–212 (zusammen mit Studien zu Sherko Fatah, Pius Alibek, Najem Wali und Sinan Antoon).
- Inga Barthels: „Auszeichnung für Abbas Khider. Freiheit und Rache in der Sprache“, in: taz.de, 30. April 2013
- Marlene Pellhammer: (Rezension) „Khider, Abbas: Die Orangen des Präsidenten“, in: Allmende 31 (2011, 87), S. 104.
- Hubert Spiegel: „‹Wenn ich auf Arabisch schreibe, handelt alles von Leid. Das Deutsche hält mich auf Distanz.› Abbas Khider wird für seinen Debütroman ausgezeichnet“, in: Chamisso (2010, 4), S. 10–13.